# Єжув-Судецький (гміна)
Гміна Єжув-Судецький (пол. Gmina Jeżów Sudecki) — сільська гміна у південно-західній Польщі. Належить до Карконоського повіту Нижньосілезького воєводства.
Станом на 31 грудня 2011 у гміні проживало 6866 осіб.

## Площа
Згідно з даними за 2007 рік площа гміни становила 94.38 км², у тому числі:
- орні землі: 62.00%
- ліси: 28.00%

Таким чином, площа гміни становить 15.02% площі повіту.

## Населення
Станом на 31 грудня 2011:
| Опис     | Загалом | Загалом | Чоловіки | Чоловіки | Жінки | Жінки |
| -------- | ------- | ------- | -------- | -------- | ----- | ----- |
| одиниця  | осіб    | %       | осіб     | %        | осіб  | %     |
| все      | 6866    | 100     | 3336     | 48.59    | 3530  | 51.41 |
| міське   | 0       | 100     | 0        |          | 0     |       |
| сільське | 6866    | 100     | 3336     | 48.59    | 3530  | 51.41 |

## Сусідні гміни
Гміна Єжув-Судецький межує з такими гмінами: Яновіце-Вельке, Стара Камениця, Швежава, Влень.